# Håkan Bäck
Håkan Bäck, född 27 januari 1964 i Linköping, är en svensk teaterproducent, regissör och skådespelare.
Håkan Bäck var Linköpings kommuns kulturpristagare 2005 och är bland annat verksam på Sjöbergska friluftsteatern i Gamla Linköping sedan 1992. Han driver diverse teaterprojekt, kursverksamhet samt produktioner på Teaterns Hus/Globenteatern i Linköping. Utmärkelser av övrig art är Bifrostordens Stipendium 2011 samt Tage Danielsson stipendium 2015. Han är invald i Sällskapet Shownarrarna där han erhållit sällskapets högsta utmärkelse "Narren" flera gånger för utmärkta scenprestationer.
Bäck har gjort flera teaterdramatiseringar, bland annat av barn- och ungdomsböcker som Pettson och Findus och LasseMajas detektivbyrå. Han har varit regissör i flera uppsättningar, bland andra Hemsöborna, Spanska Flugan, Vi betalar inte (Dario Fo), Rasmus på luffen samt Sunes sommartorp och teateruppsättning av Fem myror är fler än fyra elefanter samt Från A till Ö.
Bäck är författare och producent av flera nöjesteaterproduktioner runt Östergötland, farser, lustspel samt nyårsrevyer. Han har ansvarat för flera minnesrevyer med nummer av och om Tage Danielsson i Gamla Linköping. Han producerade "Svenska ords" succérevy "Gula Hund" när den sattes upp i sin helhet för första gången i originaluppsättning, och rönte stort bifall och framgång såväl publikt som recensionsmässigt.
Han har spelat titelroller som bland andra Robin Hood, Karlsson på taket och Robinson Crusoe, dessutom medverkade han i kammarspelet Giganternas brunn av Klas Östergren.
Han producerade och regisserade Friluftsteaterns sista produktion i Friluftsmuseets Gamla Linköpings innan denna "open air-teater" gav plats för Folkparksteatern som flyttades till platsen. 2015 nyinvigdes scenen, nu med tak över både scen och salong under namnet "Folkparksteatern". Bäck producerade, regisserade samt spelade i båda produktionerna denna sommarsäsong - barn och familjeproduktionen "Pettson & Findus" samt Minnesrevy med alster av Tage Danielsson " Med Tage i tiden" - båda spelades för utsålda hus sommaren 2015.
2008 skrev och dramatisera, yttermera regisserade Håkan, som först för teaterscenen, Martin Widmark och Helena Willis framgångsrika böcker runt  Lasse och Majas deckarbyrå. I detta barn och familjedrama kallat - SOMMARMYSTERERNA (Dramat baserat på de tre böckerna, Cafémysteriet, Muséemysteriet, Cirkusmysteriet.) Föreställningen spelats bl.a annat på stora scen Friluftsteatern i Gamla Linköping, samt på Svenska Teaterns i Vasa Finland. Enskilda böcker runt Deckarparet Lasse & Maja har sedan också dramatiserats och framförts på olika scener med Håkan som regissör och dramatiker.
2014 var han initiativtagare för skapandet av det fristående scenkonstkulturhuset TEATERNS HUS i Linköping och grundade där då också den mycket framgångsrika scenskola för alla åldrar som där drivs. Teaterns Hus är ett scenkonsthus för fri scenkonst och grupper (amatör som proffs). Kulturhuset har både egna produktioner och teaterskola, samt teatergrupper och intresserade som hyr in sig, spelar, repeterar samt verkande i huset.
2020 startade på Håkans initiativ - med författaren Martin Widmark uttalande bifall och närvaro - "Lasse Majas Barnkulturhus" i Linköping. Namnet baserat efter Martins mycket framgångsrika böcker "Lasse Majas Deckarbyrå". Barnkulturhuset kanske mest prominenta besökare  var Sveriges Kulturminister Amanda Lindh, som besökta barnkulturhuset den 24 augusti 2020. Ett av få besök Linköping haft av kulturminister genom alla år!
2024 åtog sig Håkan att som Revy-SM-General leda Sveriges gladast festival i Linköping: REVY-SM 2025. Festivalen går av stapeln 6-9 augusti 2025. Tävlingen sker på Östgötateaterns scen i Linköping, fest och festival sker i centrala Linköping. Det är första gången Östergötlands Residensstad hyser detta stora evenemang. Linköpingsrevyn där Håkan är "primus motor" står som värd för detta Riks-evenemang. 